# Luis Monti

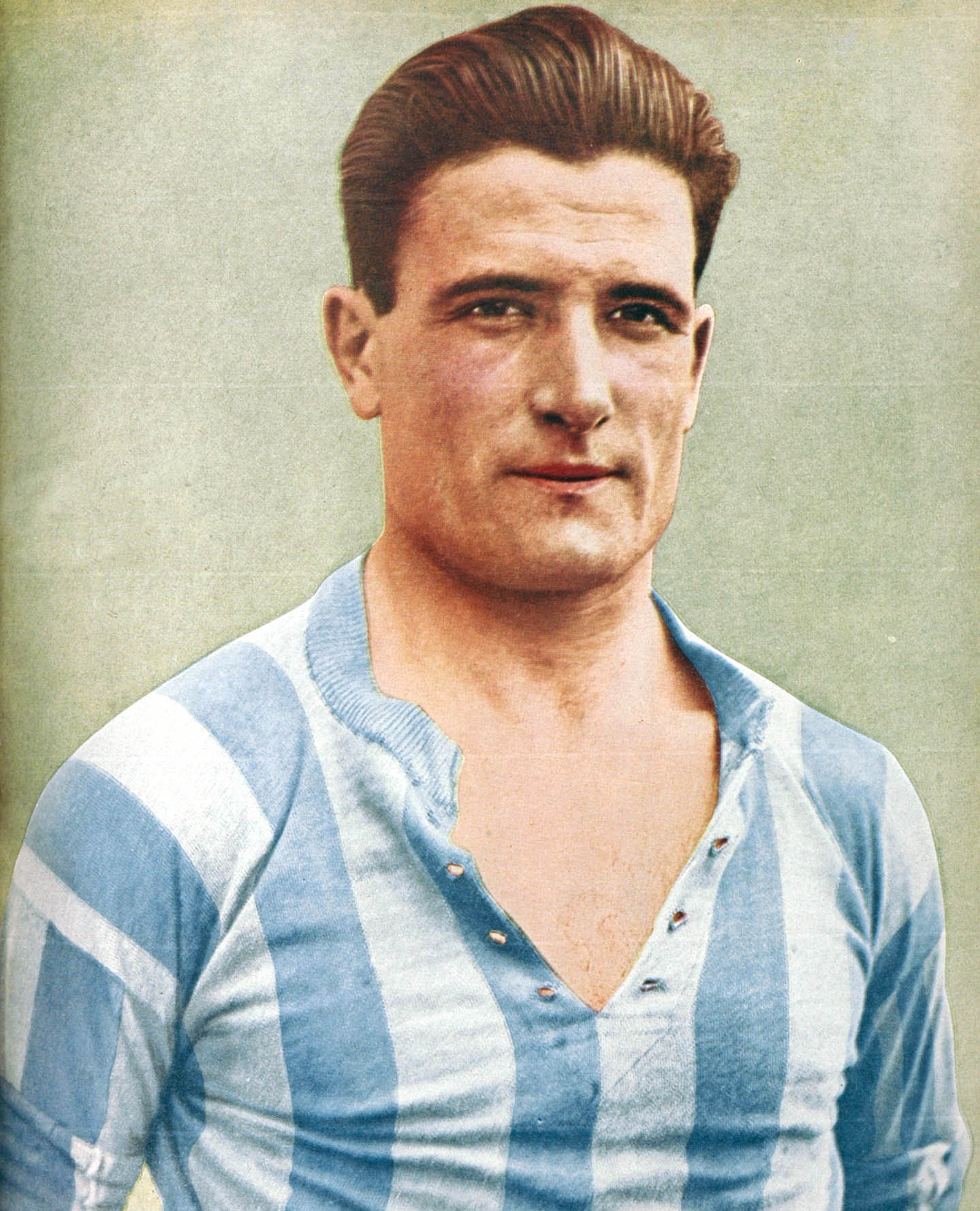
Luis Monti (1934) - argentinisch-italienischer Fußballspieler

Luis Felipe Monti (* 15. Mai 1901 in Buenos Aires; † 9. September 1983 in Escobar) war ein argentinisch-italienischer Fußballspieler.

## Karriere
Luis Monti war ein Mittelfeldspieler, der im WM-System noch Halbstürmer hieß und begann seine Karriere bei den Boca Juniors. Im Jahr 1924 gab er sein Debüt in der argentinischen Fußballnationalmannschaft, mit der er 1927 die Copa América und 1928 die Silbermedaille bei den Olympischen Sommerspielen in Amsterdam gewann. Mit Argentinien erreichte er bei der Fußball-Weltmeisterschaft 1930 das Finale, welches er allerdings gegen Uruguay mit 2:4 verlor. Gegen Frankreich hatte er am 15. Juli 1930 das erste WM-Tor der Argentinier geschossen.
Im Jahr 1931 wechselte Monti von Argentinien nach Italien zu Juventus Turin. Bei Juve gewann er mit der legendären Mannschaft des Quinquennio d’Oro zwischen 1932 und 1935 viermal in Folge die italienische Meisterschaft. Die Erfolge bei Juventus führten ihn in die italienische Fußballnationalmannschaft. Mit Italien gewann er am 10. Juni 1934 die Fußball-Weltmeisterschaft 1934. Er ist damit der einzige Spieler, der für zwei Nationen ein WM-Endspiel erreichte. Im November 1934 nahm er an dem legendären Länderspiel gegen England teil, das in die Fußballgeschichte als Battle of Highbury einging.

## Erfolge

### Im Verein
- Italienische Meisterschaft: 1931/32, 1932/33, 1933/34, 1934/35
- Coppa Italia: 1937/38

### In der Nationalmannschaft
- Campeonato Sudamericano: 1927
- Silbermedaille bei den Olympischen Sommerspielen: 1928
- Vize-Weltmeister: Fußball-Weltmeisterschaft 1930
- Europapokal der Nationalmannschaften: 1933–1935
- Weltmeister: 1934